# Renegades (álbum de Feeder)
Renegades es el séptimo álbum de la banda de rock alternativo galesa Feeder, lanzado el 5 de julio del año 2010. Fue el primer trabajo del grupo que no salió con la discográfica The Echo Label y, también, el primer disco desde Echo Park en el que Mark Richardson no tocó la batería. Renegades supone un ligero endurecimiento del sonido del grupo en comparación con los últimos trabajos, acercándose nuevamente al grunge mostrado en Polythene y los primeros EPs.

## Lista de temas
Todas las canciones escritas y compuestas por Grant Nicholas. 
| N.º | Título                                                                         | Duración |  |
| 1.  | «White Lines»                                                                  | 2:54     |  |
| 2.  | «Call Out»                                                                     | 3:27     |  |
| 3.  | «Renegades»                                                                    | 3:37     |  |
| 4.  | «Sentimental»                                                                  | 2:22     |  |
| 5.  | «This Town»                                                                    | 2:57     |  |
| 6.  | «Down to the River» (Down By The River en la versión estándar del Reino Unido) | 5:23     |  |
| 7.  | «Home»                                                                         | 3:11     |  |
| 8.  | «Barking Dogs»                                                                 | 2:05     |  |
| 9.  | «City in a Rut»                                                                | 2:51     |  |
| 10. | «Left Foot Right»                                                              | 2:52     |  |
| 11. | «The End»                                                                      | 3:12     |  |

## Músicos
- Grant Nicholas – guitarra, voz solista, teclados, percusión, producción
- Taka Hirose – bajo, segunda voz
- Karl Brazil – batería, percusión
- Tim Trotter – batería de sesión en las canciones "White Lines", "Down to the River" y "Fallen"